# ظرف ناسزاگویی

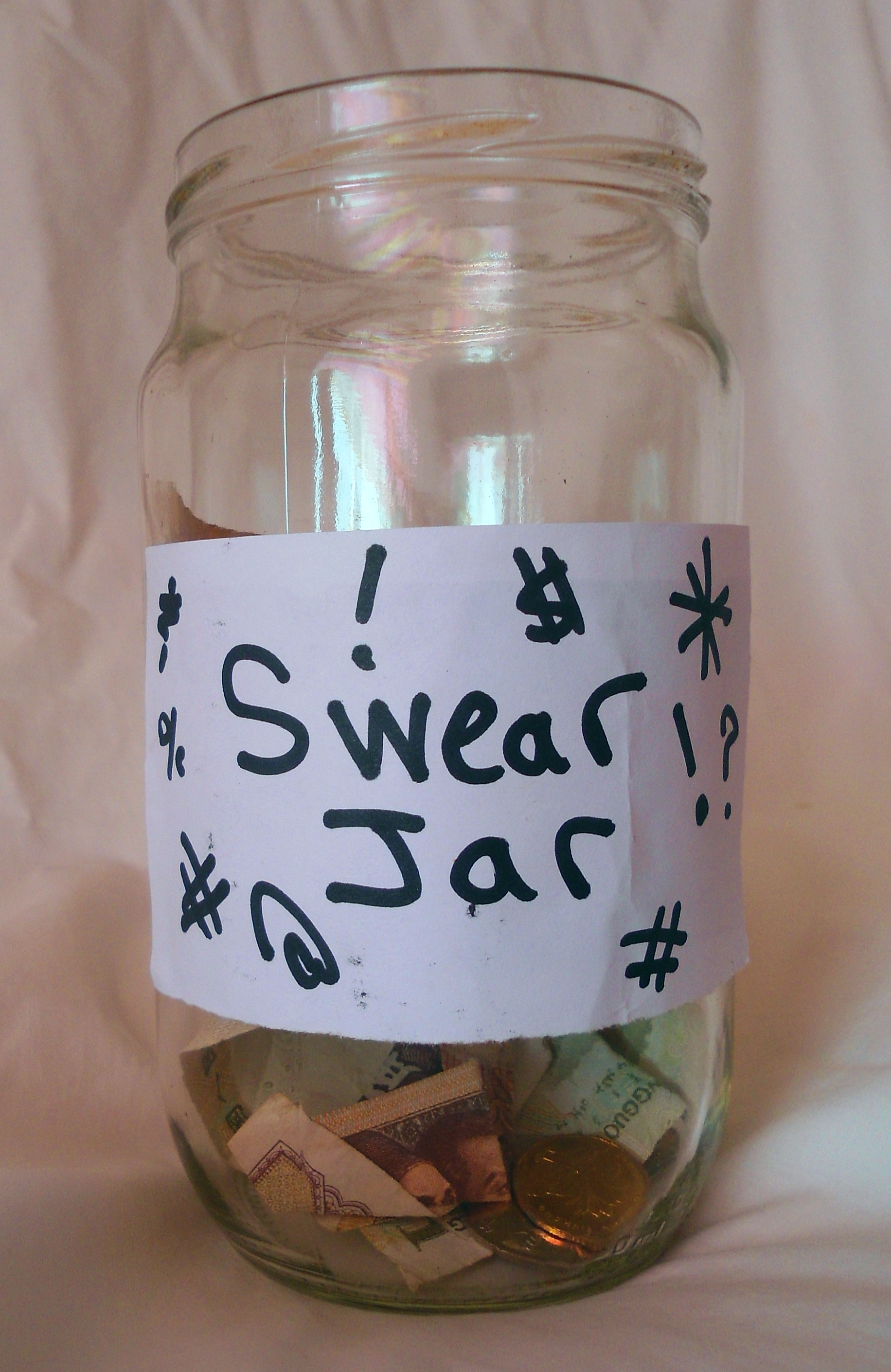
یک ظرف ظرف ناسزاگویی

ظرف ناسزاگویی (به انگلیسی: Swear jar) (جعبه ناسزاگویی یا بانک ناسزا)، یک وسیله برای بازداشتن افراد از فحاشی و ناسزاگویی می باشد، هر زمان که کسی حرف ناسزایی را به زبان بیاورد و دیگران شاهد آن باشند، آن فرد برای جریمه باید مقداری پول در آن ظرف بریزد. بعد از پرشدن این ظرف، پول در هدفی معین خرج می‌شود یا به یک سازمان خیریه داده می شود.این ظرف می‌تواند شیشه ی یا فلزی باشد.ظرف ناسزاگویی فقط یک شیء نیست بلکه یک عقیده است تا افراد را از ناسزا گویی بازدارد.